# Bryfok
Bryfok – stosowany na szkunerach, stawiany z bryfokrei, żagiel rejowy fokmasztu. Jak na żagiel rejowy jest bardzo wysmukły (pionowe liki są zdecydowanie dłuższe od poziomych). Żagiel przeznaczony na pełne wiatry (nie tylko fordewindy, ale o ile żagiel jest odpowiednio skrojony, a załoga ma doświadczenie w prowadzeniu żagla rejowego, także na ostre baksztagi) o umiarkowanej i średniej sile. Jeżeli dysponujemy mniejszym, mocno uzbrojonym bryfokiem można na nim komfortowo i bezpiecznie sztormować z wiatrem, gdyż mimowolne przejście rufą linii wiatru (zwrot przez rufę) nie stanowi (przeciwnie do ożaglowania suchego) zagrożenia. Aby bryfok postawić lub sprzątnąć nie jest potrzebne (i najczęściej możliwe) wchodzenie załogi na reję, podnosi się go (czasem, choć rzadko i tylko na małych jednostkach wraz z reją) z pokładu. Jest to sposób tylko pozornie dogodniejszy, gdyż uzbrojenie (a także rozbrojenie i zwinięcie) bryfoka to czynność dość czaso i pracochłonna, przy silnym wietrze może być trudna, a nawet ryzykowna. Tradycyjny żagiel rejowy na stałe zamocowany (przyszyty) do rei można w bardzo krótkim czasie postawić jak i sprzątnąć nie dopuszczając nawet w bardzo silnym wietrze do choćby chwilowego łopotu. Trzeba jednak powiedzieć, że typowy bryfok jest zbyt wysmukły (zbyt długi), aby mógł być klarowany (sejzingowany) do rei.
Występowanie bryfoka nie pozwala jeszcze na zaklasyfikowanie szkunera mogącego nosić taki żagiel do grupy szkunerów urejonych.
Bryfoki potrafią być wielkie – mogą zająć niemal całą długość kolumny masztu. Jeśli bryfok jest krótszy, to można podnieść pod nim jeszcze jeden żagiel – bonnet, a w przypadku najsłabszych wiatrów, pod bonnetem jeszcze – drabbler. Nad bryfokiem można postawić żagiel trójkątny raffi.
Z polskich żaglowców bryfok i raffi podnosi Zawisza Czarny.